# Franciscus van den Enden
Franciscus van den Enden, latinisé en Affinius, né autour du 5 février 1602 à Anvers et exécuté par pendaison à Paris le 27 novembre 1674, est un philosophe originaire des Pays-Bas espagnols.
Il aurait été notamment le professeur de Baruch Spinoza.

## Biographie

### Premières années
Van den Enden est le deuxième fils d'une famille de tisserands. Trois ans après lui naît son frère Martinus. En 1613, Franciscus est envoyé au collège des Augustins avant de rejoindre son frère aîné Johannes au collège des Jésuites. En 1619, Franciscus est admis au noviciat de Malines, comme son frère deux ans plus tôt. Entre 1625 et 1629, il enseigne dans les collèges de diverses villes, avant de reprendre des études de théologie à l’université de Louvain. En 1633, peu avant l'ordination, il est exclu pour ses « erreurs », sans que la nature de celles-ci soit spécifiée. Quelques années plus tard, il fréquente les Augustins et contribue par quelques poèmes néo-latins aux ouvrages de Bartholomé de los Rios y Alarcon (Phoenix Thenensis puis Hierachia Mariana). À la même période, Franciscus partage les activités de Martinus, devenu un éditeur à succès de gravures pour Rubens et Van Dyck. C'est probablement dans ce cercle qu'il rencontre Clara Maria Vermeeren. Celle-ci devient son épouse en 1640 et lui donne bientôt deux filles, Clara Maria et Margaretha Aldegondis. Il est également possible qu'il ait obtenu vers cette époque un titre de médecine, comme semble l'indiquer une dédicace de son frère qui le désigne comme « Medicus Antuerpianus. »

### Médecin à Amsterdam
Quelques années plus tard, vers 1645, Van den Enden quitte Anvers pour s'installer comme médecin à Amsterdam. On ignore les raisons exactes de son déménagement. Si Van den Enden n'avait peut-être pas encore rejeté la foi catholique à cette époque, il est possible qu'il se soit orienté vers une pratique hétérodoxe et qu’il ait, pour cette raison, recherché un environnement plus tolérant. Plus pragmatiquement, il s'agissait aussi d'étendre le réseau commercial de son frère. La famille s’agrandit par ailleurs de deux jumelles, Anna et Adriana Clementina, baptisées en 1648 à la cathédrale de Posthoorn. C'est probablement à la même époque que Van den Enden ouvre une boutique d'art et une librairie dans le Nes, où il héberge également un pensionnaire élève de Rembrandt, Leendert Cornelisz van Beyeren. Il fréquente d'autres peintres, comme Jan Lievens, ou Joan Spilberg. Alors que deux nouveaux enfants, Jacobus et Maria Anna sont baptisés, respectivement en 1650 et 1651, l'entreprise familiale périclite. La faillite est déclarée le 12 septembre 1652. Van den Enden doit alors chercher une autre source de revenus et choisit d'enseigner le latin, avec cette fois un certain succès.

### École latine
L'école qu'il crée, renommée parmi les grandes familles amstellodamoises, est fréquentée par d'illustres personnages — Pieter Rixtel, Romeyn de Hooghe, Theodoor Kerckrinck — parmi lesquels se distingue Baruch Spinoza. Ce dernier, non content d'apprendre le latin, aurait à son tour donné des cours après son exclusion de la communauté juive. Il se pourrait également qu'il ait été hébergé chez son professeur. S'il est difficile d'évaluer exactement le rôle de ce dernier dans la formation du philosophe, il est incontestable que l'amitié entre les deux hommes a marqué Spinoza. À cette époque, Van den Enden s'intéresse beaucoup au théâtre, qu'il utilise comme vecteur pour enseigner le latin. En 1657, ses élèves exécutent selon sa mise en scène une pièce de Térence. Lui-même compose une pièce allégorique, le Philedonius, qui répond aux critères du théâtre pédagogique des jésuites. Cette pièce est interprétée par les élèves de l'école une première fois en 1656, puis en 1657 au théâtre municipal d'Amsterdam. La mort de Clara Maria Vermeeren endeuille cependant cette période faste.

### Athéisme et pensée égalitariste, anticléricale, démocratique
C'est durant les années 1660 qu'émerge la réputation d'athée de Van den Enden. Celui-ci adopte la devise : intus ut libet, foris ut moris est, ce qui signifie « en dedans penser ce qu'on veut, en dehors obéir à l'usage », en vertu de quoi il dissimule sa libre pensée sous des dehors catholiques. En 1662, il publie Kort Verhael van Nieuw-Nederlants. Ce texte, qui reflète l'influence de Peter Cornelius Plockhoy, milite pour l'installation en Amérique du Nord d'une colonie coopérative, égalitariste, anti-esclavagiste et tolérante du point de vue religieux. Trois ans plus tard, il publie son principal ouvrage, Vrye Politijke Stellingen, où l'on décèle non seulement l'influence de Plockhoy, mais aussi celles de Machiavel, de Spinoza et de Johan et Pieter de la Court. Là encore, il montre une pensée égalitariste, anticléricale, démocratique, mettant l'accent sur l'éducation des masses, afin de ne pas laisser le savoir aux mains d'une élite.
À la même période, Van den Enden donne des cours particuliers à des nobles français exilés en Hollande et se lie d'amitié avec certains d'entre eux, notamment Guy-Armand de Gramont, comte de Guiche, et Gilles du Hamel, sieur de Latréaumont. L'amitié de ce dernier l'entraîne dans un complot contre Louis XIV.

### Installation à Paris
En 1671, peu après le mariage de sa fille Clara Maria avec son ancien élève Theodoor Kerckrinck, Van den Enden quitte Amsterdam pour Paris. On peut voir deux raisons à ce départ. D'une part, Van den Enden, tout comme Spinoza, est de moins en moins bien toléré par les autorités amstellodamoises, en raison de l'influence néfaste qu'on lui prête. D'autre part, au cours de son interrogatoire par les autorités françaises, Van den Enden dit avoir été appelé à Paris par « plusieurs personnes de qualité », c'est-à-dire Latréaumont et de Guiche, rentrés en France peu auparavant.

### Conspiration, incarcération et fin
Le philosophe ouvre à Paris une nouvelle école de latin, située à Picpus, où il reçoit les visites du janséniste Antoine Arnauld et de Gottfried Wilhelm von Leibniz. Son école s’appelle l’Hôtel des Muses. Il héberge un jeune militaire, Jean Charles du Cauzé de Nazelle. Son pensionnat abrite également les réunions destinées à préparer le complot de Latréaumont du nom de son principal instigateur, et dont la direction est confiée au chevalier Louis de Rohan. La rébellion vise à établir en Normandie une république inspirée par les idées de Van den Enden. C'est aussi par l'intermédiaire de ce dernier que les conjurés sollicitent l'appui du gouverneur espagnol à Bruxelles, le comte de Monterrey. En revenant d'une mission auprès de celui-ci, le 17 septembre 1674, Van den Enden apprend l'arrestation du chevalier de Rohan, dénoncé par Cauzé de Nazelle à Louvois. Latréaumont est tué en ripostant lors de son arrestation. Van den Enden tente alors de fuir mais les autorités françaises le rattrapent et le conduisent à la Bastille. Le vieux philosophe (il a alors 72 ans) est interrogé et torturé à plusieurs reprises. Dans ses interrogatoires, il expose non sans fierté ses idées sur la république démocratique dont il prônait l'instauration. Le 27 novembre 1674, alors que les autres conjurés, tous nobles, sont décapités, Van den Enden, roturier, est pendu dans la cour de la Bastille.

## Publications
- Philedonius, 1657.

- Kort Verhael van Nieuw Nederland [Courte Relation des Pays-Bas nouveaux], 1662.

- Vrye Politijke Stellingen [Libres thèses politiques], 1665.